# 长鬃蓼
长鬃蓼（学名：Polygonum longisetum），也称马蓼，为蓼科蓼属下的一个种。原生於亞洲，現已引進至北美和歐洲，在部分地区成为入侵植物。
其种加词“longisetum”意为“细长的”。

## 扩展阅读
- 长鬃蓼的图片[]